# یواس‌اس کامبت (ای‌ام‌سی-۶۹)
یواس‌اس کامبت (ای‌ام‌سی-۶۹) (به انگلیسی: USS Combat (AMc-69)) یک کشتی بود که طول آن ۹۷ فوت ۱ اینچ (۲۹٫۵۹ متر) بود. این کشتی در سال ۱۹۴۱ ساخته شد.